# ارنست نیفرگت
ارنست نیفرگت (انگلیسی: Ernst Nievergelt; ۲۳ مارس ۱۹۱۰ – ۱ ژوئیهٔ ۱۹۹۹) دوچرخه‌سوار اهل سوئیس بود.
وی در مسابقات کشوری و بین‌المللی در مجموع برندهٔ ۱ مدال نقره، ۱ مدال برنز شده‌است.